# Dystacta alticeps
Espèce
Dystacta alticeps est une espèce d'insectes de la famille des Chroicopteridae (ordre des Mantodea). 

## Répartition
Cette espèce se rencontre en écozone afrotropicale et notamment en Afrique du Sud, en Angola, au Botswana, au Congo, au Malawi, au Mozambique, en Namibie, en Tanzanie et au Zimbabwe.

## Description

### Diagnose
La tête est assez petite, triangulaire et très comprimée. L'écusson facial est assez élevé avec le bord supérieur arqué. Les yeux sont ovalaires et les ocelles du mâle assez gros.
Le prothorax est court et grêle à la base. Il est lisse et non caréné et fortement dilaté, au-dessus des hanches. L'extrémité antérieure est largement rhomboïdale et sub-trilobée. Les bords sont dentelés chez les femelles,,.
Les organes du vol sont très grands, longs et amples chez le mâle. Les élytres sont elliptiques, semi-membraneux, avec la partie marginale opaque. Les bords ne sont pas découpés mais le champ marginal, vert et marqué d'une tache noire,, est assez dilaté vers la base. Les nervures longitudinales sont obliques et arquées. Les ailes sont obscures avec un grand champs antérieur. L'extrémité du bord antérieur et les grandes nervures sont arquées. La veine discoïdale est ramifiée. Les interstices entre les nervures sont remplis alternativement de jaune et de violet,.
Les pattes antérieures sont petites et non dilatées. Les coxae sont épineux. Les fémurs sont peu comprimés et armés d’épines presque jusqu'à la base. Les tibias sont assez grêles et leurs deux bords garnis d’épines jusqu’à la base. Les pattes des autres paires sont simples et densément pubescentes sur toute leur étendue.
L'abdomen est étroitement fusiforme. Ses bords sont serrulés avec les angles des segments formant des dents étagées. La plaque suranale est en forme de trapèze arrondi, assez saillante, mais plus large que longue. Les cerques sont subulés et petits.

### Description détaillée[2]
Le mâle et la femelle sont de grande taille et mesurent de 44 à 56 mm.

#### Mâle

##### Corps
Le mâle est de couleur ocre à brun foncé avec des marques noires. La tête est dépourvue de saillies et les antennes sont simples. Le pronotum est presque en forme de "pique" avec une forte dilatation supra-coxale. Les ailes sont gris fumé ou brunes et dépassent l'abdomen. Les pattes mésothoraciques et métathoraciques sont de longueur similaire. L'abdomen est tubulaire.

##### Tête
La tête est transversale avec les yeux légèrement exophtalmiques. Le vertex est arrondi ou légèrement arrondi avec des sutures pariétales. Les protubérances juxta-oculaires sont absentes. Les trois ocelles sont grands et dépassent de petits monticules cuticulaires et la région entre les trois est légèrement surélevée et de forme triangulaire. Les ocelles latéraux sont orientés vers l'extérieur. La zone autour des ocelles et sous la suture frontale déprimée est surélevés. Le clypéus est transversal avec le bord supérieur convexe et le bord inférieur légèrement concave. Le labrum, arrondi, présente parfois des taches sombres. Les flagellomères des antennes sont généralement pâles dans la moitié basale et passent à une coloration plus foncée à l'extrémité distale des antennes. La surface antérieure de la tête est généralement pâle ou ocre avec des taches sombres sur toute la surface. Le front est de couleur ocre avec des taches noires et une bande noire transversale juste sous les antennes qui s'étend latéralement sur la surface antérieure des yeux. Le clypéus est ocre avec des taches sombres. Les mandibules sont ocre. Le vertex est également ocre avec des taches ou des bandes sombres. Les palpes maxillaires sont ocre avec un segment terminal assombri.

##### Thorax
Le thorax est plus long que large avec un renflement supra-coxal élargi. La surface dorsale est lisse. La région médiane de la prozone est piquée et inclinée vers les marges antérieures. Les marges, de longueur moyenne, se rétrécissent graduellement vers l'avant jusqu'à la marge antérieure qui est arrondie. Les marges sont lisses mais des soies sont présentes. La métazone présente deux tubercules positionnés de chaque côté de la ligne médiane juste en avant de la marge postérieure et une carène surélevée orientée antéro-latéralement qui s'étend jusqu'aux marges latérales de la métazone. La métazone présente des marges latérales concaves se rétrécissant vers l'arrière jusqu'aux deux tiers du renflement supra-coxal, puis s'élargissant jusqu'à la marge postérieure. Les marges sont lisses mais avec la présence de soies. La surface dorsale de la métazone n'est pas déprimée. Elle est de couleur ocre avec de légères marques noires. Le prosternum arbore un motif complexe noir et blanchâtre constitué d'une bande noire transversale à l'avant et d'une bande noire incurvée à l'arrière avec la moitié postérieure de la région médiane de couleur blanchâtre et la moitié antérieure de forme trapézoïdale de couleur brune entourée d'une fine bande noire, le trapézoïde atteignant les bords latéraux. 

##### Ailes
Les ailes sont allongées et dépassent largement l'extrémité de l'abdomen. Les ailes antérieures sont opaques avec des soies le long du bord antérieur et la région costale densément ciliée alors que la région discoïdale est lisse et non ciliée. La région discoïdale est de couleur brun fumé ou grise avec des taches sombres. Les veines sont plus pigmentées que les couleurs des cellules environnantes. Les veines médianes et cubitales sont divergentes et largement étalées. Les ailes postérieures arborent des soies le long du bord antérieur et dépassent de l'abdomen. Leur coloration est généralement identique à celle des ailes antérieures.

##### Pattes prothoraciques
Le fémur est de forme normale avec un bord dorsal droit. Il porte des épines robustes, pâles proximalement et noires distalement. Un sillon fémoral loge l'éperon tibial dans la moitié proximale. La surface postérieure est lisse. Quatre épines discoïdales sont présentes. La face postérieure du fémur est ocre avec des pointillés noirs. Des soies sont dispersées sur la face ventrale plus pâle. Les épines discoïdales sont robustes, la troisième à partir de la base est très grande et robuste et deux fois plus longue que la deuxième et la quatrième. Les 13 épines fémorales antéro-ventrales alternent entre courtes et longues, les plus longues étant de longueur similaire et les plus courtes également. Les épines fémorales postéro-ventrales sont toutes de la même longueur. Les épines géniculaires postérieures et antérieures sont petites mais robustes. Le tibia arbore des soies éparses ou denses le long de la marge dorsale et sur les faces postérieure, antérieure et ventrale. Les faces antérieure et postérieure sont ocre avec des marques plus foncées. Les 9 à 10 épines tibiales postéro-ventrales sont de longueur similaire, l'épine la plus distale étant plus grande que les autres. Les épines tibiales antéro-ventrales augmentent progressivement en longueur de l'épine la plus proximale à l'épine la plus distale. Les coxae antérieurs des mâles sont pour la plupart lisses avec des sétons intercalés et quelques tubercules sont présents le long des marges, mais aucun n'est robuste comme chez les femelles.

##### Pattes méso- et métathoraciques
Les fémurs présentent une carène ventrale (postérieure) bien développée. La carène dorsale (antérieure) est absente. La surface porte de nombreuses petites et fines soies et est mouchetée de noir. Les coxae arborent de nombreuses marques noires mouchetant la surface. Le tibia est rond et couvert de soies. Les tarses sont couverts de nombreuses soies.

##### Abdomen
L'abdomen est lisse et tubulaire avec une coloration brunâtre à noire. Sa surface est couverte de nombreuses soies. les tergites sont arrondis sur les bords postéro-latéraux. La plaque supra-anale est transversale avec une terminaison arrondie. Les cerques sont ronds se rétrécissant en pointe et arborent de nombreuses soies.

#### Femelle

##### Corps
La femelle est de taille moyenne et de couleur ocre à brun foncé avec des marques noires. La tête est très convexe. Le pronotum est presque en forme de "pique" avec une forte dilatation supra-coxale. Les ailes sont réduites ou absentes. Les pattes mésothoraciques et métathoraciques sont de longueur similaire. L'abdomen est large et elliptique.

##### Tête
La tête est transversale avec des yeux peu exophtalmiques. Le vertex est très convexe avec des sutures pariétales présentes et des protubérances juxta-oculaires absentes. La suture frontale est peu marquée mais forme une courbe orientée dorsalement. les ocelles sont absents ou vestigiaux mais les lentilles ne sont pas visibles. Une carène relie les trois anciens emplacements ocellaires et forme un U. La zone située à l'intérieur du U et au-dessous de la suture frontale est déprimée. Le Front est transversal avec une carène angulaire sous les antennes qui se rejoit médialement en un point surélevé. Le clypéus est transversal avec le bord supérieur convexe, les bords latéraux se rétrécissant jusqu'à une extrémité distale arrondie. La surface présente une carène médiane transversale. Le labrum est arrondi avec une terminaison distale foncée. Les flagellomères antennaires sont pâles à la base et passent au noir vers l'extrémité distale. Ils arborent des soies. La face antérieure de la tête est généralement pâle ou ocre avec de minuscules taches sombres sur toute la surface. Les palpes labiaux sont ocre ainsi que les palpes maxillaires qui présentent parfois des marques noires.

##### Thorax
Le thorax est plus long que large avec un renflement supra-coxal élargi. La surface dorsale présente de minuscules dépressions inégales et des tubercules noirs épars. La région médiane de la prozone est piquée et s'incline vers les bords latéraux. La métazone présente une sculpture irrégulière sur toute sa surface. Les marges de la prozone sont convexes, se rétrécissant fortement jusqu'à une marge antérieure étroite et arrondie. Les marges de la métazone sont fortement convexes, se rétrécissant jusqu'à une étroite constriction médiane avant de s'élargir jusqu'à la marge postérieure. Des tubercules sont présents sur les marges de la prozone. Quelques gros tubercules sont présents sur les marges du métazone. Le sillon supra-coxal est fortement défini et s'étend vers l'avant avant les marges latérales élargies au niveau du renflement supra-coxal. Le prosternum arbore un motif complexe noir et blanchâtre constitué d'une bande noire transversale en avant et d'une bande noire incurvée en arrière avec la moitié postérieure de la région médiane de couleur blanchâtre et la moitié antérieure de forme trapézoïdale de couleur brune entourée d'une fine bande noire, le trapézoïde atteignant les marges latérales. 

##### Ailes
La femelle est brachyptère.

##### Pattes prothoraciques
Le fémur est trapu et forme presque un triangle. il porte des épines robustes, pâles au niveau proximal et noires au niveau distal. Un sillon fémoral permet de loger l'éperon tibial au niveau proximal du milieu. La face postérieure du fémur présente une carène marginale. La marge dorsale se rétrécit. La face postérieure porte de nombreux petits tubercules. Quatre épines discoïdales sont ^présentes. La face ventrale du fémur est pâle avec de nombreux tubercules médialement distaux par rapport aux épines discoïdales. Les tubercules s'étendent jusqu'à proximité des épines discoïdales et jusqu'à la jonction avec le trochanter. Les épines discoïdales sont robustes et la troisième à partir de la base est très grande et robuste. La face antérieure du fémur est généralement pâle avec quelques marques noires. le tibia est robuste avec de rares et fines soies sur la surface et près des marges latérales de la face ventrale. La face postérieure est pâle avec quelques marques noires. La face ventrale est ocre et lustrée. Les épines tibiales postéro-ventrales et antéro-ventrales deviennent progressivement plus longues de l'extrémité proximale à l'extrémité distale. Les coxae arborent des tubercules et des soies sur toute la surface et la marge dorsale présente des soies et quelques gros tubercules. La face antérieure est principalement de couleur ocre avec quelques marques noires et les lobes distaux sont ocre.

##### Pattes méso- et métathoraciques
Les fémurs présentent une carène ventrale (postérieure) bien développée mais la carène dorsale (antérieure) est absente. La surface porte de nombreuses petites et fines soies. Les coxae présentent de nombreuses marques noires mouchetant la surface. Le tibia est rond et couvert de soies. Les tarses sont courts avec de nombreuses soies.

##### Abdomen
L'abdomen est très large et elliptique, la partie la plus large étant située au milieu. De fines soies sont dispersées sur les faces dorsale et ventrale. Chaque tergite présente une carène médiane plus prononcée vers l'avant. Les tergites sont arrondis sur les bords postéro-latéraux. La plaque supra-anale est transversale avec une terminaison arrondie. L'ovipositeur est grand et large. Il dépasse largement le bord distal de la plaque supra-anale et des cerques. Les cerques sont ronds et se rétrécissent en pointe.

## Systématique
L'espèce Dystacta alticeps a été décrite par l'entomologiste Hermann Rudolph Schaum en 1852 sous le protonyme Mantis alticeps.

### Publication originale
- Schaum, H. R. 1862 [1852]. Zoologie. Insecten und Myriopoden. Orthoptera. Geradflüger,. Mantidae. In: Peters, WCH (Ed), Naturwissenschaftliche Reise nach Mossambique auf Befehl seiner Majestät des Königs Friedrich Wilhelm IV in den Jahren 1842 bis 1848 ausgeführt. Georg Reimer, Berlin, 5: 112–116. (lire en ligne p.113)

Si la plupart des auteurs considèrent 1852 comme année de description de cette espèce,, d'autres considèrent qu'il s'agit d'une erreur et que l'année de description est 1853. Pour ces derniers, la description de Schaum de 1853 publiée dans "Bericht über die zur Bekanntmachung geeigneten Verhandlungen der Königlich Preussischen Akademie der Wissenschaften zu Berlin" est antérieure à celle publiée dans "Naturwissenschaftliche Reise nach Mossambique auf Befehl seiner Majestät des Königs Friedrich Wilhelm IV in den Jahren 1842 bis 1848 ausgeführt" et effectivement datée de 1862. Cependant, cette dernière description fait apparaître le terme nova spec. et est donc nécessairement la première description et doit être antérieure à la description de 1853. Comme indiqué par Wilhelm Peters dans la préface de "Naturwissenschaftliche Reise nach Mossambique" de 1862, certaines parties de cet ouvrage ont déjà été publiées avant 1855 et notamment dans les comptes rendus de l'académie de Berlin.